# Gonzalo Espino Relucé
Rufino Gonzalo Espino Relucé (* 1956 in Roma, ehemals Tulape, heute Distrikt Casa Grande, Provinz Ascope, Region La Libertad, Peru) ist ein peruanischer Literaturwissenschaftler, Hochschullehrer und Dichter. Als Dichter hat er mehrere Gedichtbände auf Spanisch herausgebracht, doch sind seine Schwerpunkte an der Universität die mündliche Überlieferung in den Anden sowie die Quechua-Literatur. Seit 2020 ist er Dekan der Geisteswissenschaftlichen Fakultät der Universidad Nacional Mayor de San Marcos in Lima.

## Geburtsort im Chicama-Tal
Gonzalo Espino Relucé wurde 1956 im Chicama-Tal in einem Ort namens Roma geboren, der vorher den Namen Tulape aus der Sprache Muchik mit der Bedeutung „sumpfiger, ungesunder Ort“ getragen hatte und wo 1912 César Vallejo auf der Zuckerrohr produzierenden Hacienda Roma gearbeitet hatte. Ebenfalls 1912 hatte hier die Guardia Civil mindestens 150 streikende Landarbeiter erschossen. Gonzalo Espino stellt sich manchmal als Moche (oder auch auf Cusco-Quechua als muchik runacha, „kleiner Moche-Mann“) vor. Als Gonzalo 1970 ein 14-jähriges Kind war, wurden die riesigen Haciendas des Chicama-Tals durch die Revolutionäre Regierung der Streitkräfte unter Juan Velasco Alvarado im Zuge der Landreform enteignet und den Landarbeitern in Form von Landwirtschaftlichen Produktionsgenossenschaften (Cooperativas Agrarias de Producción, CAP) übertragen. Unter Alberto Fujimori wurden die Genossenschaften in den 1990er Jahren reprivatisiert und von den Agrounternehmen Gloria (Familie Rodríguez Banda), Wong und Oviedo aufgekauft.

## Leben
Gonzalo Espino fing bereits in jungen Jahren an, Gedichte zu schreiben. 1991 veröffentlichte er seinen ersten Gedichtband Casa Hacienda, wo er in seinen Gedichten von den gewerkschaftlichen Kämpfen der Landarbeiter im Chicama-Tal erzählt. Ein weiteres Buch mit Gedichten kam 2002 heraus, Mal de amantes. 2018 erschien sein Gedichtband De ese hombre que dicen, dessen Gedichte vor allem von Liebe, Einsamkeit und der Natur handeln. In seiner 2016 herausgekommenen Gedichtsammlung Zafra sind Gedichte aus den Jahren von 1982 bis 2016, die abermals von den sozialen Kämpfen in Peru handeln.
Gonzalo Espino studierte Literatur an der Universidad Nacional Mayor de San Marcos (UNMSM) in Lima und wurde im September 1983 Lizenziat. Im Juli 1997 erlangte er den Titel des Magister in Literatur, ebenfalls an der UNMSM. 2002 schloss er seine Magisterarbeit in Sozialwissenschaften ab mit Schwerpunkt Linguistik der Anden und interkulturelle zweisprachige Erziehung an der Escuela Andina de Postgrado (CBC) in Cusco über Sprechpraktiken in zwei Erzählungen aus Tarmapap Pachahuarainin, die von Adolfo Vienrich Anfang des 20. Jahrhunderts in Yaru-Quechua aufgezeichnet worden waren. Er lernte an der Universität auch Südliches Quechua. 2007 wurde er an der UNMSM mit seiner Dissertation Etnopoética quechua : textos y tradición oral quechua promoviert. Seit Juni 1980 ist er Dozent, inzwischen Hochschullehrer, an der UNMSM. Er hat verschiedene wissenschaftliche Arbeiten zu Themen der mündlichen Überlieferung in den Anden und zur Quechua-Literatur veröffentlicht und als wissenschaftlicher Betreuer einer Reihe bekannterer Dichter und Akademiker gewirkt, darunter Mauro Félix Mamani Macedo (Doktorat, Juni 2011), Washington Córdova Huamán (Magister, Mai 2013), Odi Gonzales Jiménez (Doktorat, Juni 2013), Óscar Huamán Águila (Lizenziatur, Februar 2017) und Roxana Quispe Collantes (Doktorat, Oktober 2019). Am 16. November 2020 wurde er Dekan der Geisteswissenschaftlichen Fakultät der UNMSM.

## Werke (Auswahl)
Lyrik
- Casa Hacienda. Lluvia Editores, San Isidro (Lima) 1991 (Ciruelo Yo, Encierro, Ciruelo de fraile, Cogollos, Idea atrevida, Casa Hacienda).
- Mal de amantes. Dedo Crítico, Lima 2002, 70 Seiten.
- Quinto. Ediciones Vicio Perpetuo Vicio Perfecto, Lima 2013, ISBN 978-612-46507-0-3.
- Zafra. Papel de Viento Editores, Trujillo (Peru) 2016.
  - Siete poemas de ficción real (1982).
  - Zafra (2016).
- De ese hombre que dicen. Pakarina Ediciones, Lima 2018, ISBN 978-612-4297-28-1, 82 Seiten (pakarinaediciones.org PDF).

Wissenschaftliche Arbeiten
- La Lira Rebelde Proletaria. Tarea, Lima 1984, 176 Seiten (sisbib.unmsm.edu.pe).
- Imágenes de la inclusión andina. UNMSM, Facultad de Letras y Ciencias Humanas, Instituto de Investigaciones Humanísticas, Lima 1999, 118 Seiten (sisbib.unmsm.edu.pe).
- Prácticas de habla en dos relatos de Tarmapap Pachahuarainin (Notas para una poética del relato). Maestría en Ciencias Sociales con mención en Lingüística Andina y Educación Intercultural Bilingüe. Sede Ecuador: Colegio Andino. Centro de Estudios Regionales Andinos Bartolomé de las Casas, Cusco 2002, 74 Seiten (PDF, S. 1–40, PDF, S. 41–74).
- Tradición oral, culturas peruanas, una invitación al debate. UNMSM, Fondo Editorial, Lima 2003, 302 Seiten (sisbib.unmsm.edu.pe).
- Adolfo Viendrich. La inclusión andina y la literatura quechua. Universidad Ricardo Palma, Lima 2004, 229 Seiten.
- Etnopoética quechua: textos y tradición oral quechua. UNMSM, Escuela de Post Grado, Facultad de Letras y Ciencias Humanas, Unidad de Post Grado, Lima 2007, 412 Seiten (PDF).
- La literatura oral o la literatura de la tradición oral. Pakarina Ediciones, Lima 2010, ISBN 978-612457062-9, 122 Seiten.
- Algunas costumbres de Incahuasi. Pakarina Ediciones, Lima 2012, 48 Seiten. ISBN 978-612-46298-1-5.
- Atuqpacha. Memoria y tradición oral en los Andes. Universidad Nacional Federico Villarreal, Lima 2014, 399 Seiten.
- Literatura oral. Literatura de tradición oral, 3ª ed. Pakarina Ediciones, Lima 2015, ISBN 978-612467936-0, 114 Seiten.
- Memoria, diálogo y propuesta. América Latina entre culturas y desafíos para la integración. Pakarina Ediciones, Lima 2016, 138 Seiten, ISBN 978-612-4297-07-6
- Narrativa quechua contemporánea. Corpus y Proceso (1974–2017). Lima 2019, ISBN 978-612-4297-34-2, 98 Seiten.